# Ricochet (Internet service)

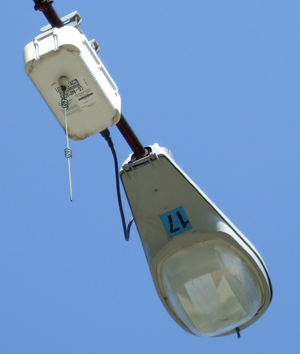
Un repetidor de Ricochet en los suburbios de Detroit (dispositivos de aspecto similar son utilizados por el proyecto Wireless Oakland, que se superpone a una parte del mercado de repetidores de Detroit)

Ricochet fue uno de los servicios pioneros de acceso inalámbrico a Internet en los Estados Unidos, antes de que Wi-Fi, 3G, y otras tecnologías estuvieran disponibles para el público en general. Fue desarrollado y presentado por primera vez por Metricom Incorporated, que cerró en 2001. El servicio fue originalmente conocido como Micro Red de Datos Celular, o MCDN, obteniendo el nombre de Ricochet cuando se abrió para uso público.

## Historia
Metricom fue fundada en 1985, inicialmente vendía radios a clientes industriales de electricidad, gas, petróleo y agua. Uno de sus fundadores y su primer presidente fue el Dr. David M. Elliott. Otro de sus fundadores fue Paul Baran.
Paul Allen tomó una participación mayoritaria en Metricom en 1997.
El servicio se inició en 1994 en Cupertino, California, y se desplegó rápidamente en todo Silicon Valley (la parte norte del Valle de Santa Clara) en 1995, el resto de la Bahía de San Francisco en 1996, y a otras ciudades al final de la década de 1990.  En este momento, la red original se había actualizado, a través de mejoras de firmware, a casi el doble de su rendimiento original, y operaba aproximadamente a la velocidad de un módem de acceso telefónico a 56 kbit / s; Además, Ricochet introdujo un servicio de mayor velocidad (nominalmente 128 kbit / s, en la práctica a menudo más rápido) en 1999; las tarifas mensuales por este servicio fueron más del doble que las del servicio original.
En su apogeo, a principios de 2001, el servicio de Ricochet estaba disponible en Atlanta, Baltimore, Dallas, Denver, Detroit, Houston, Los Ángeles, Miami, Minneapolis, la Ciudad de Nueva York y los alrededores de Nueva Jersey, Filadelfia, Minneapolis-San Pablo, Phoenix, San Diego, San Francisco, Seattley Washington D. C. Más de 51 000 suscriptores pagaron por el servicio. Sin embargo, en julio de 2001, el propietario de Ricochet, Metricom, solicitó la la bancarrota del Capítulo 11 y cerró su servicio. Al igual que muchas empresas durante el auge de las punto com, Metricom había gastado más dinero de lo que había invertido y se había concentrado en un lanzamiento y comercialización a nivel nacional en lugar de desarrollar mercados selectos.
De acuerdo con los informes, Ricochet fue utilizado oficialmente en la situación de recuperación inmediata por desastre de los ataque terroristas del 11 de septiembre de 2001, parcialmente operados por antiguos empleados como voluntarios, cuando incluso las redes de telefonía celular estaban sobrecargadas.

### Consecuencias
Después de la quiebra, en noviembre de 2001, Aerie Networks, una empresa de banda ancha con sede en Denver, compró los activos de la compañía en una venta de liquidación. El servicio se restauró a Denver en agosto de 2002 y a San Diego en noviembre de 2002. Aerie vendió Ricochet a EDL Holdings en 2003, quien luego la vendió a YDI Wireless en 2004. YDI Wireless cambió su nombre a Terabeam Inc., y Ricochet luego operó como una subsidiaria de Terabeam. Terabeam siguió una estrategia menos ambiciosa para Ricochet y anunció que no tenía planes de expansión. Durante la quiebra, la propiedad de los transmisores de radio Ricochet había regresado a los municipios donde se instalaron las radios, por lo que cualquier expansión hubiera requerido que Ricochet renegocie los acuerdos con las ciudades o condados en cuestión. Mientras tanto, los servicios inalámbricos de datos transportados a través de la red de telefonía celular se habían vuelto cada vez más populares (y estaban disponibles en la mayoría de los centros de población en todo el mundo), por lo que el valor de la tecnología Ricochet no estaba claro. En marzo de 2006, había cerca de 8,000 suscriptores entre los dos mercados. En agosto de 2007, el servicio Ricochet fue adquirido por Civitas Wireless Solutions LLC. Ricochet notificó a sus clientes de Denver el 28 de marzo de 2008, que el servicio cesaría el día siguiente. Civitas se liquidó en febrero de 2009 después de la quiebra.

## Tecnología
La tecnología, implementada por Metricom Inc., funcionaba como una red de malla inalámbrica: los paquetes pequeños eran reenviados (generalmente montados en alumbrado público, para el cual Metricom negociaba acuerdos con los gobiernos municipales) y podían "rebotar" entre varias de esas unidades junto con la ruta entre el módem de un usuario final y un punto de acceso a internet por cable; de ahí el nombre del servicio. El servicio de ISP inalámbrico fue una consecuencia de la tecnología que Metricom había desarrollado para facilitar la lectura remota de contadores para las empresas de servicios públicos. Originalmente se inspiró en la radio de paquetes amateur, pero difería de esta tecnología en muchos aspectos: por ejemplo, Ricochet usó tecnología de esprecto ensanchado (FHSS)  en la banda ISM de 900 MHz de baja potencia del espectro de RF "sin licencia". Además de la resistencia a las escuchas ofrecidas por FHSS, los módems ofrecían cifrado, pero esto no estaba activado por defecto.
El rendimiento se anunció originalmente como equivalente y, en la práctica, a menudo era algo mejor que el de un módem telefónico de 28,8 kbit / s. Además, Ricochet podría tratarse como una conexión "siempre activada" (en el sentido de que, una vez que se conectó a la red, podría permanecer conectada incluso cuando no se utiliza sin atacar recursos escasos, a diferencia de una conexión de acceso telefónico), mucho del forma en que la banda ancha es hoy en día. También se comercializó por una tarifa mensual fija (el servicio Ricochet original era de $ 29.95 al mes, menos que el costo del acceso telefónico más una segunda línea telefónica). Como resultado, un número significativo de usuarios en el área de servicio de Ricochet lo adoptó como su principal conexión de Internet doméstica.
El atractivo principal de Ricochet, sin embargo, era que era inalámbrico; en ese momento, casi no había otras opciones para una conexión inalámbrica a Internet. Los teléfonos celulares no eran tan frecuentes como hoy, y los servicios de datos inalámbricos como GPRS aún no se habían desplegado en las redes celulares de los EE. UU.. Fue posible utilizar módems de acceso telefónico especialmente adaptados a través de conexiones celulares, pero esto fue lento (por lo general, superando los 9,6 kbit / s), costoso (cargos por minuto aplicados) y, a menudo, escamoso. Por el contrario, Ricochet fue rápido, de tarifa plana y muy confiable.

### Equipo
El equipo de consumo utiliza radio módems cifrados FHSS de 1 W 900 MHz que responden a los comandos estándar "AT" de Hayes. Incluyen un modo de operación basado en paquetes llamado "modo estrella", y es posible crear una conexión punto a punto o incluso una pequeña red independiente con velocidades de datos superiores a 256 kbit / s. Algunos de los equipos de infraestructura usaron 900 MHz para el enlace con el consumidor y usaron 2.4 GHz para el enlace de retorno. (Una tercera opción, la banda WCS con licencia de 2.3 GHz, se usó solo en partes muy cargadas de la red y rara vez se menciona en la literatura).